# Teuvo Hakkarainen
Teuvo Hakkarainen (ur. 12 kwietnia 1960 w Viitasaari) – fiński polityk, przedsiębiorca i samorządowiec, poseł do Eduskunty, deputowany do Parlamentu Europejskiego IX kadencji.

## Życiorys
W wieku 16 lat porzucił szkołę, nie kontynuując edukacji. W latach 80. był karany za prowadzenie pojazdu w stanie nietrzeźwości i za udział w grupie, która z budynku kościoła w Suomussalmi ukradła m.in. ponad 20 butelek wina mszalnego. Zajmował się prowadzeniem działalności gospodarczej, był udziałowcem rodzinnego tartaku Oy Haka-Wood Ab; udziały w tym przedsiębiorstwie sprzedał po wyborze na posła.
Zaangażował się w działalność polityczną w ramach ugrupowania Perussuomalaiset. W 2012 został radnym gminy Viitasaari. W 2011 po raz pierwszy uzyskał mandat deputowanego do Eduskunty, a w 2015 z powodzeniem ubiegał się o reelekcję. Pełnił funkcję wiceprzewodniczącego swojego ugrupowania.
W trakcie wykonywania mandatu wywoływał różne kontrowersje z uwagi na swoje wypowiedzi. W grudniu 2017 w budynku parlamentu podszedł do posłanki Veery Ruoho, przytrzymał ją i mimo protestów z jej strony próbował pocałować. Ustąpił po tym zdarzeniu z kierownictwa Perussuomalaiset. Jego zachowanie uznano za molestowanie seksualne, polityk w marcu 2019 został skazany prawomocnie na karę grzywny w wysokości 5440 euro.
W następnym miesiącu Teuvo Hakkarainen po raz trzeci został wybrany do Eduskunty. W maju 2019 uzyskał natomiast mandat posła do Parlamentu Europejskiego IX kadencji. W maju 2024 został wykluczony z partii.